# Twenty 4 Seven
I Twenty 4 Seven erano un gruppo musicale eurodance/hip house olandese formato nel 1989 dal produttore discografico Ruud van Rijen. Gli altri componenti del gruppo sono stati il rapper Tony Dawson-Harrison (nel 1991 sostituito da Stacey Paton) e la cantante Nancy Coolen (anche lei successivamente sostituita da un'altra componente, Stella).
Nei primi anni novanta sono stati tra i gruppi musicali eurodance più importanti. La loro peculiarità era l'accostamento delle parti rap a parti cantate da una voce femminile.

## Storia

### Gli esordi:Street Moves, il primo album
Hanno debuttato nel 1990 con il singolo I Can't Stand It, canzone di successo in tutta Europa interpretata insieme a Captain Hollywood che è risultata essere il sesto singolo più venduto in Italia nel 1990 e ha raggiunto le prime posizioni di diversi stati europei tra cui Austria, Svizzera e Germania. Nello stesso anno il gruppo ha partecipato a diverse manifestazioni in diversi paesi europei, tra cui il Festivalbar in Italia.
Contemporaneamente è stato pubblicato, per l'etichetta discografica BCM, il primo album del gruppo, Street Moves, anche questo in collaborazione con Captain Hollywood, e un secondo singolo, Are You Dreaming?, che ha riscosso un discreto successo in diversi paesi raggiungendo la quarta posizione della classifica svizzera.

### Slave to the Music, il secondo album
In seguito alla sostituzione di Tony Dawson-Harrison con Stacey Paton, avvenuta nel 1991, il gruppo è tornato sulle scene musicali nel 1993 con i singoli Slave to the Music, Take Me Away e Is It Love; il primo ha permesso al gruppo di tornare al successo, raggiungendo buone posizioni nelle classifiche di diversi stati tra cui l'Australia e la Svezia e la Norvegia, e anche Take Me Away, seppure con inferiori risultati in classifica, ha riscosso un discreto successo. È andato meglio il terzo singolo, Is It Love, che al contrario del precedente è entrato tra le prime dieci posizioni delle classifiche di alcuni stati.
Questi singoli erano contenuti nel secondo album del gruppo, intitolato come il primo singolo estratto, Slave to the Music, e pubblicato con discreto successo nel 1993 dall'etichetta discografica ZYX.
La promozione dell'album si è conclusa nel 1994 con il singolo Leave Them Alone, di discreto successo.

### I Wanna Show You, il terzo album
Sempre nel 1994 il gruppo ha pubblicato un terzo album, I Wanna Show You, uscito sempre per la ZYX ma con minor successo rispetto al precedente disco.
Dall'album sono stati estratti i singoli Oh Baby! e Keep on Tryin', che tuttavia hanno riscosso un successo nettamente inferiore rispetto ai precedenti, non riuscendo a raggiungere le prime venti posizioni delle classifiche dei diversi stati nei quali sono stati pubblicati.
Anche i singoli sono usciti per l'etichetta discografica ZYX.

### Twenty 4 Hours a Day, Seven Days a Week, il quarto album
Dopo un periodo di pausa dovuto allo scarso successo del terzo album e dei singoli che ne sono stati estratti, il gruppo è tornato sulle scene musicali nel 1996 con il singolo We Are the World, pubblicato per l'etichetta discografica CNR, che ha riscosso ancora scarsi successi nelle classifiche.
Il 1997 è stato invece un anno segnato da diverse pubblicazioni del gruppo: il loro quarto album, Twenty 4 Hours a Day, Seven Days a Week, che non ha ottenuto successo, e i singoli If You Want My Love, che ha raggiunto appena la settantasettesima posizione della classifica olandese, e Friday Night.
Nel 1999 il gruppo ha pubblicato il singolo Ne Ne, per l'ennesima volta senza successo.

### Il ritorno nel 2007
Dopo anni di inattività, il gruppo è tornato sulle scene musicali nel 2007 con il singolo Like Flames, interpretato insieme alla cantante Elle. Il singolo ha riscosso un tiepido successo, arrivando alla ventesima posizione della classifica dei Paesi Bassi.

### Il ritorno nel 2010
Nel 2010 viene annunciato il ritorno di Stacey Paton nel gruppo insieme a due altre cantanti: Li-Ann e Miss Cherry. Miss Cherry abbandona presto il gruppo.
Li-Ann e Stacey pubblicano una nuova versione del brano Slave to the Music.
Nel 2012 pubblicano il singolo The Reason.

## Discografia

### Album
- 1990 - Street Moves
- 1993 - Slave to the Music
- 1994 - I Wanna Show You
- 1997 - Twenty 4 Hours, Seven Days a Week

### Singoli
- 1990 - I Can't Stand It
- 1990 - Are You Dreaming?
- 1993 - Slave to the Music
- 1993 - Take Me Away
- 1993 - Is It Love
- 1994 - Leave Them Alone
- 1994 - Oh Baby
- 1994 - Keep on Tryin'
- 1996 - We Are the World
- 1997 - If You Want My Love
- 1997 - Friday Night
- 1999 - Ne Ne
- 2007 - Like Flames
- 2010 - Slave to the Music 2010
- 2012 - The reason